# 167010 Terracina
167010 Terracina este o planetă minoră (asteroid) din centura de asteroizi. A fost descoperită pe 20 august 2003 la  de . 
Obiectul prezintă o orbită caracterizată de o semiaxă mare de 2,4269837030568 UAi, o excentricitate de 0,13142577013018, o înclinație de 6,034006554307 ° în raport cu ecliptica.